# Margaux
Margaux är en kommun i departementet Gironde i regionen Nouvelle-Aquitaine i sydvästra Frankrike. Kommunen ligger i kantonen Castelnau-de-Médoc som tillhör arrondissementet Lesparre-Médoc. År 2013 hade Margaux 1 541 invånare.
Margaux är inte bara en kommun, utan även ett distrikt (en appellation för vin) i det franska området Médoc känt för sina fina bordeauxviner.

## Befolkningsutveckling
Antalet invånare i kommunen Margaux
Referens:INSEE